# 箕輪道伝説
『箕輪道伝説』（みのわどうでんせつ、LEGEND OF DOU）は、米原秀幸による日本の少年漫画作品。1990年から1992年にかけて『週刊少年チャンピオン』（秋田書店）で連載されていた。
『週刊少年チャンピオン』1990年48号から連載され、作者にとって初めての長編となった作品で、コミックスは全8巻。アシスタント無しの作者1人で少年誌での連載を始めた作品で、本作の第1巻は作者にとって初めての単行本になった。なお、最終巻には作者の少年誌デビューとなった読み切り作品の『カフェビーンズ』が収録されている。

## あらすじ
この街で最強のワルガキと言われた男・箕輪道。時の流れの中で伝説となり、今では「“強いヤツ”が“箕輪道”を名乗る」となっていた。語り継がれる噂は、「最強のワルガキ」「2メートル近い身長」「恐竜のような強さと力」「刺繍の入ったガクラン」。

## 主な登場人物
- 学年は初登場時のもの。

箕輪 飛成（みのわ ひなり）
菊理高校の1年生。高校生とは思えない身長で、ケンカが強く、刺繍の入ったガクランを着ている。校長と最初に対面した際、大バカ呼ばわりされたことに怒って頭突きを食らわせ、停学になる。履歴書によれば、中学で2年留年していたとなっている。
豪快でわがままな性格で取り巻く人たちを振り回すが、唯一、久里香には従う。勝手気ままな行動が目立つものの時折、優しさを見せる描写がある。
瀬田 治（せだ おさむ）
2年生で飛成が転校してくるまでは最強だった。物語の中盤で留年し、飛成と同じクラスになってしまう。
早川 みゆき（はやかわ みゆき）
2年生で瀬田の彼女。
中山 春也（なかやま はるや）
瀬田の同級生。盆地のグループと喧嘩をやりあっているような描写がある事から、喧嘩は決して弱くない。
三木 佳則（みき よしのり）
瀬田の同級生。
穂刈 正男（ほかり まさお） / ポカリ
瀬田の同級生で、小柄な少年。箕輪道に憧れている。久里香に恋する。
盆寺 広文（ぼんじ ひろふみ）
菊理高校の番長的な人物だが瀬田にやられる。物語の中盤で留年し、瀬田以外の3人と同じクラスになってしまう。
栗崎 久里香（くりさき くりか）
飛成の世話をする女の子。飛成には恋心があるものの上手には伝えられなかった。
神楽 渉子（かぐら しょうこ）
みゆきの友達で秋男の彼女。秋男の惚れ込んでいるが、交際を申し込まれた当初は秋男をゴリラ呼ばわりしていた。
倉河 要（くらかわ かなめ）
秋男の後輩で危ない人物。渉子の頼みで、飛成と瀬田を潰そうとする。
土方 秋男（ひじかた あきお）
19歳で山篭りから帰ってきた男。飛成とは懸垂勝負に始まり、マラソン勝負を経てケンカで勝負し、生涯初めてケンカで負ける。15歳の時に暴走族のグループを3つ潰した。
麻美（まみ）
占いが得意なみゆきの後輩。
箕輪 道（みのわ どう）
伝説のワルガキ。物語の終盤で街に戻ってくるが、その理由は不明。岩本・秋男・瀬田を次々倒し、飛成と激突する。

### 菊理高校の教師
森山校長（もりやまこうちょう）
菊理高校の校長。大バカ呼ばわりされたことに怒った飛成から頭突きを喰らう。
佐藤（さとう）
飛成の担任。進級した後は、飛成と瀬田のクラスを受け持つ。
岩本 省次（いわもと しょうじ）
過去に箕輪道と勝負したことがある教師。道を罠にはめて少年院送りにした。かつては暴力教師として知られていたが、道を罠にはめた後は、そのことを恥じて暴力を封印し、昼行灯となっていた。しかし、飛成とのケンカによって、かつての覇気を取り戻す。

## 書誌情報
- 米原秀幸 『箕輪道伝説』 秋田書店〈少年チャンピオン・コミックス〉、全8巻
  1. 1991年4月発売 ISBN 4-253-04955-9
  2. 1991年7月発売 ISBN 4-253-04956-7
  3. 1991年10月発売 ISBN 4-253-04957-5
  4. 1991年12月発売 ISBN 4-253-04958-3
  5. 1992年1月発売 ISBN 4-253-04959-1
  6. 1992年3月発売 ISBN 4-253-04960-5
  7. 1992年5月発売 ISBN 4-253-04961-3
  8. 1992年6月発売 ISBN 4-253-04962-1